# Grenå kommun
Grenå kommun (danska: Grenå Kommune eller Grenaa Kommune) var en kommun i dåvarande Århus amt i Danmark. Kommunen omfattade ett område på den yttersta delen av halvön Djursland och hade 18 701 invånare (2004). Staden Grenå utgjorde kommunens centralort.

## Administrativ historik
Grenå kommun bildades vid kommunreformen 1970 genom att Grenå stad (då 13 319 invånare) slogs samman med landskommunerna Lyngby-Albøge (2 116), Ålsø-Vejlby (2 113) och Anholt (194). Den senare omfattade ön Anholt som ligger några mil ut i Kattegatt. Några år tidigare (1966) hade staden (då 11 919 invånare) slagits samman med landskommunera Gammelsogn (373) och Hammelev-Enslev (753).
Kommunen upphörde med utgången av år 2006, och då den vid kommunreformen 2007 slogs samman med Nørre Djurs kommun, Rougsø kommun och en del av Sønderhalds kommun för att tillsammans bilda Norddjurs kommun (som kom att ingå i den nybildade Region Midtjylland).

## Politik
Kommunen hade följande borgmästare:
| Namn            | Parti             | Period    |
| --------------- | ----------------- | --------- |
| Aksel H. Hansen | Socialdemokratiet | 1970-1976 |
| Børge Kildal    | Venstre           | 1976-1978 |
| Arne Jessen     | Socialdemokratiet | 1978-1998 |
| Gert Schou      | Socialdemokratiet | 1998-2007 |